# 聶元
聶元（1429年—？），字存善，江西南昌府豐城縣人，民籍，明朝政治人物。進士出身。

## 生平
江西鄉試第五名。景泰五年（1454年）甲戌科會試第二百八十四名，殿試登進士第三甲第一百零六名。

## 家族
曾祖聶彥□。祖父聶子箎。父亲聶仕哲。